# Riacho Pajeú
O Pajeú é um riacho que corre integralmente na cidade de Fortaleza, no estado do Ceará, no Brasil. O Forte Schoonenborch, construção de holandeses durante a ocupação do território cearense e que deu origem à atual cidade de Fortaleza, foi erguido na margem direita[carece de fontes?] do riacho. Faz parte da Bacia Vertente Marítima, que engloba, dentre outros, os riachos urbanos Maceió e Jacarecanga.

## Topônimo
"Pajeú" é um termo de origem tupi, significando rio do curandeiro, através da junção de paîé ("curandeiro") e  'y  ("água, rio").   O riacho já foi chamado de Rio Marajaik (Riacho das Palmeiras), na época da ocupação holandesa, no século XVII. Posteriormente, chamou-se Rio Ipojuca e Rio da Telha . A denominação atual faz referência à localização da aldeia de índios que ficava na região da fonte do riacho,  chamada Aldeota.

## Descrição
O Pajeú nasce próximo às ruas Silva Paulet, José Vilar, Bárbara de Alencar e Dona Alexandrina e percorre quase 5 000 metros até chegar ao mar, na Praia Formosa.  Sua foz fica no "Poço da Draga", onde atualmente existe o estaleiro da Indústria Naval do Ceará. Existem ainda algumas áreas abertas do riacho, mas a maior parte está canalizada em galerias subterrâneas. O Riacho Pajeú encontra-se exposto em área urbanizadas atrás do Mercado Central de Fortaleza, no bosque da Prefeitura de Fortaleza e no Parque Pajeú. Existem outras áreas abertas do riacho, mas que não são áreas públicas.
A canalização do riacho foi efetuada em 1918, pela antiga Diretoria de Obras Públicas. No bosque do Paço Municipal, o riacho é monitorado e limpo.